# Улица Князя Давыда Святославича
Улица Князя Давыда Святославича (укр. Вулиця Князя Давида Святославича, до 2024 года — улица Бланка) — улица в Новозаводском районе города Чернигова, исторически сложившаяся местность (район) Лесковица. Пролегает от улицы Лесковицкая до улицы Варзара.
Примыкает переулок Ушакова.

## История
Лесковицкий переулок был проложен в 1930-е годы для индивидуального жилищного строительства. 
В 1981 году Лесковицкий переулок преобразован в улицу под названием улица Бланка — в честь командира 15-го стрелкового корпуса Михаила Ильича Бланка. В период Великой Отечественной войны воинское соединение под командованием Бланка М. И. держало оборону Чернигова летом и осенью 1941 года. 
С целью проведения политики очищения городского пространства от топонимов, которые возвеличивают, увековечивают, пропагандируют или символизируют Российскую Федерацию и Республику Беларусь, 8 февраля 2024 года улица получила современное название — в честь князя черниговского Давыда Святославича, согласно Решению Черниговского городского совета № 37/VIII-21 «Про переименование улиц в городе Чернигове» («Про перейменування вулиць у місті Чернігові»).

## Застройка
Улица пролегает в юго-западном направлении — к озеру Млиновище. Улица расположена в пойме реки Десна. Улица имеет два проезда к улице Варзара, один — к улице Нахимова. Парная и непарная стороны улицы заняты усадебной застройкой. Улица частично не застроена — прежде всего парная сторона конца улицы. 
Учреждения: нет. 
Есть ряд рядовых исторических зданий, что не являются памятниками архитектуры или истории:  усадебные дома №№ 1/17, 2/19.